# Ember
Ember es el sexto álbum de estudio de la banda de rock estadounidense Breaking Benjamin. Fue publicado el 13 de abril de 2018. El primer sencillo, «Red Cold River», fue lanzado el 5 de enero de 2018.

## Antecedentes y grabación
Después de una serie de exitosos álbumes de platino en los Estados Unidos, durante la década de 2000, la banda entró en una pausa poco después de su álbum Dear Agony (2009), mientras que el líder Benjamin Burnley lidió con una enfermedad crónica a largo plazo. El descanso terminó siendo extenso, con Burnley llevando más tarde al exguitarrista Aaron Fink y al bajista Mark Klepaski a la corte por tomar decisiones no autorizadas sin su consentimiento en el álbum de mayores éxitos de la banda, Shallow Bay: The Best Of Breaking Benjamin. Burnley ganó el caso, retuvo los derechos de la banda y más tarde reformó la banda en 2014. El material para el próximo álbum de la banda, que fue Dark Before Dawn de 2015, fue escrito casi en su totalidad por Burnley, quien, hacia el final, formó una alineación completamente nueva para la banda: Jasen Rauch (guitarra), Keith Wallen (guitarra), Aaron Bruch (bajo) y Shaun Foist (batería). Hacia el final de las sesiones, la banda decidió colaborar juntos en una canción, que terminó convirtiéndose en la canción "Never Again". La experiencia terminó siendo una experiencia tan positiva que Burnley decidió involucrar a toda la banda en el proceso de escritura del próximo álbum de estudio de la banda, Ember. 
La composición del álbum comenzó en 2016, la grabación tuvo lugar principalmente en 2017, y la producción por Burnley. En agosto de 2017, Burnley y Foist anunciaron que el álbum había sido grabado y enviado a su sello discográfico, con su fecha de lanzamiento pendiente de sus comentarios. El bailarín y actor Derek Hough (que anteriormente había hecho un cover de  "Ashes of Eden" en un video musical coreografiado) tiene una aparición en el álbum, diciendo que la oportunidad fue «un sueño hecho realidad». Burnley luego explicó que contactó a Hough después de ver su cover de "Ashes of Eden", y que la canción que presenta se titula "The Dark of You".
Burnley afirmó jocosamente que el álbum se iba a llamar en un principio Ass-End, la palabra "ascend" mal escrita a posta, pero al sello discográfico no le pareció buena idea.

## Composición y temas
Rauch ha comentado que el álbum supera los límites con material más pesado que los álbumes anteriores de la banda, y que "tocando, es el álbum más difícil". También notó que el álbum aprovecha la dinámica de tres guitarristas, pero aun así no se aparta del sonido establecido de la banda. Burnley afirmó que el sonido del álbum se movió en una dirección más pesada, algo que se inspiró en la demanda de los fanáticos de un álbum más pesado, una dirección en la que la banda estaba feliz de cambiar de todos modos. Posteriormente lo describió como un álbum de extremos, afirmando que «el lado duro es realmente duro» pero que al mismo tiempo «el lado blando del álbum es muy blando».

## Lanzamiento y promoción
Burnley mencionó por primera vez a Ember como el nombre del álbum en octubre de 2017, con un anuncio más formal y extenso, junto con una fecha tentativa de lanzamiento del segundo trimestre de 2018 en diciembre de 2017, posteriormente confirmada la fecha de 13 de abril de 2018.
El primer sencillo del álbum, "Red Cold River" fue lanzado el 5 de enero de 2018, con un video musical publicado dos semanas después, el 19 de enero. Después de dos semanas, la canción alcanzó el número 5 en la lista Billboard Hot Rock Songs, y el número 21 de la tabla Billboard Mainstream Rock Songs. Una segunda canción, "Feed the Wolf", también fue lanzada antes que el álbum el 26 de enero de 2018. Para promocionar el lanzamiento del álbum en el futuro, se embarcaron en una gira por Norteamérica con Avenged Sevenfold y Bullet for My Valentine a principios de 2018.

## Lista de canciones
| N.º | Título                              | Duración |  |
| 1.  | «Lyra» (Intro)                      | 0:29     |  |
| 2.  | «Feed the Wolf»                     | 3:18     |  |
| 3.  | «Red Cold River»                    | 3:20     |  |
| 4.  | «Tourniquet»                        | 4:09     |  |
| 5.  | «Psycho»                            | 3:20     |  |
| 6.  | «The Dark of You» (con Derek Hough) | 4:12     |  |
| 7.  | «Down»                              | 4:02     |  |
| 8.  | «Torn in Two»                       | 4:17     |  |
| 9.  | «Blood»                             | 3:09     |  |
| 10. | «Save Yourself»                     | 3:06     |  |
| 11. | «Close Your Eyes»                   | 4:01     |  |
| 12. | «Vega» (Outro)                      | 1:22     |  |

## Posicionamiento en lista
| Lista (2018)                            | Posiciones |
| --------------------------------------- | ---------- |
| Australian Albums (ARIA)                | 9          |
| Austria (Ö3 Austria)                    | 10         |
| Bélgica (Ultratop flamenca)             | 102        |
| Canadá (Billboard Canadian Albums)      | 4          |
| Países Bajos (Album Top 100)            | 59         |
| Alemania (Media Control Charts)         | 6          |
| New Zealand Albums (RMNZ)               | 24         |
| Noruega (VG-lista)                      | 28         |
| Swedish Albums (Sverigetopplistan)      | 37         |
| Escocia (Scottish Albums Chart)         | 18         |
| Suiza (Schweizer Hitparade)             | 16         |
| Reino Unido (UK Albums Chart)           | 35         |
| US Billboard 200                        | 3          |
| Estados Unidos (Top Alternative Albums) | 1          |
| Estados Unidos (Top Rock Albums)        | 1          |
| Estados Unidos (Top Hard Rock Albums)   | 1          |
| Estados Unidos (Digital Albums)         | 1          |

## Créditos
Banda
- Benjamin Burnley – voz principal, guitarra
- Jasen Rauch – guitarra
- Keith Wallen – guitarra
- Aaron Bruch – bajo
- Shaun Foist – batería

Músicos adicionales
- Derek Hough – voz en "The Dark of You"[9]